# Bûterheideveld
Bûterheideveld (Stellingwerfs: Buterheideveld; Fries: Bûteheidefjild) is een buurtschap in de gemeente Ooststellingwerf, in de Nederlandse provincie Friesland. 
Het ligt in het verlengde van het dorp Makkinga, waaronder het ook formeel valt. Het ligt als een lintdorpje tussen de Lyclamaweg en de buurtschap Drie Tolhekken. Het heeft een duidelijk open en plattelandskarakter. Onder de buurtschap wordt ook wel de bewoning van de Balkweg en de eerste huizen van de Kuinderweg meegerekend. 
De buurtschap is rond het einde van de 19e eeuw/begin 20ste eeuw ontstaan nadat de eerste bewoning verscheen aan de weg tussen Makkinga en Drie Tolhekken. Het stond ook een tijd bekend als de Hoek Makkinga. Er was ook een tramhalte met die naam.
Het nabijgelegen Lochtenrek, tegen het Klein Diep aan, is deels een archeologisch monument.